# Priepasné
Priepasné (maďarsky Hosszúhegy) je obec na západě Slovenska v okrese Myjava v Trenčínském kraji. Žije zde 354 obyvatel. Obec Priepasné vznikla jako samostatná obec v roce 1957, kdy se odčlenila od sousední obce Košariská.